# Budynek Regionalnej Dyrekcji Lasów Państwowych w Toruniu
Budynek Regionalnej Dyrekcji Lasów Państwowych w Toruniu – siedziba dyrekcji Lasów Państwowych w Toruniu. Budynek znajduje się we wschodniej części dzielnicy Bydgoskie Przedmieście, przy ul. Mickiewicza 9.

## Historia
Modernistyczny budynek zaprojektował w 1927 roku toruński architekt Kazimierz Ulatowski. Gmach budowano w latach 1928–1929. Budynek oddano do użytku pod koniec 1930 roku. Figury niedźwiedzi w portalu, wykonywane przez rzeźbiarza Ignacego Zelka, ukończono krótko po oddaniu budynku do użytku. Kontrowersje wzbudza ustalenie autora figury orła białego, umieszczonej nad wejściem. Przez lata przyjmowano, że autorem orła był Ignacy Zelek, jednak zdaniem regionalistki i historyk sztuki Katarzyny Kluczwajd faktycznym autorem figury był Ulatowski.
W okresie międzywojennym gmach liczył 65 pomieszczeń biurowych i 29 mieszkań. Ponadto w budynku mieściła się biblioteka, pomieszczenie zbiorów muzealnych. Między dwoma skrzydłami budynku urządzono ogród.
Podczas II wojny światowej wojska hitlerowskie zniszczyli płaskorzeźbę orła białego, umieszczonego nad drzwiami wejściowymi. Przez krótki czas w 1945 roku w budynku przebywali oficerowie NKWD. Dyrekcja Lasów Państwowych odzyskała budynek pod koniec 1945 roku. Po 1965 roku wróciła płaskorzeźba orła białego. Nieznany jest autor rekonstrukcji. Po 1989 roku dodano orłowi koronę.
W 2015 roku w sąsiedztwie gmachu odsłonięto obelisk poświęcony Teofilowi Lorkiewiczowi, pierwszemu dyrektorowi Regionalnej Dyrekcji Lasów Państwowy w Toruniu.

## Architektura
Budynek powstał w stylu modernistycznym, a jego charakterystycznymi elementami są dwa niedźwiedzie, „strzegące” wejścia do gmachu, wykonane z bloków piaskowca kieleckiego przez Ignacego Zelka.